# Benvenuto Tisi da Garofalo
Benvenuto Tisi da Garofalo, detto il Garofalo (Canaro, 1476 o 1481 – Ferrara, 6 settembre 1559), è stato un pittore italiano del tardo Rinascimento.
Fece parte della scuola ferrarese, lavorò infatti alla corte degli Este. Il soprannome Garofalo deriva dal nome del paese in cui forse nacque e lui stesso occasionalmente firmava i suoi quadri con un piccolo disegno di un garofano.

## Biografia
Nato forse a Ferrara o forse proprio a Garofolo (Garofalo come citato in antichità), ora una frazione di Canaro, in provincia di Rovigo, sembra che Tisi sia stato apprendista di Domenico Panetti dal 1491 e fu un contemporaneo e talvolta collaboratore di Dosso Dossi. Nel 1495 lavorò a Cremona sotto la direzione di Boccaccio Boccaccino, che gli fece conoscere lo stile cromatico veneziano. Nel 1500 compì il suo primo viaggio a Roma dove, pare, conobbe il fiorentino Giovanni Baldini. Nel 1501 si trasferì a Bologna dove rimase due anni presso la bottega di Lorenzo Costa il Vecchio. Nel 1504 tornò a Ferrara e lavorò con i fratelli Dossi. Nel 1506 viaggiò a Mantova.
Tra il 1503 e il 1506 affrescò il soffitto della sala del Tesoro nel Palazzo Costabili a Ferrara, ispirata alla Camera degli Sposi di Mantegna e poi ritornò ad affrescare questo ambiente intorno al 1517 con la rappresentazione del mito di Eros ed Anteros.
Nel 1508 fu forse a Venezia. Nel 1512 compì il secondo viaggio a Roma, su invito del concittadino Girolamo Sacrati, presso la corte di papa Giulio II, dove conobbe Raffaello. Questo incontro influenzò il suo stile, che si trasformò da lombardo in uno stile più classico stilizzato, influenzato da Giulio Romano. Nella vasta produzione del pittore non sembrano emergere citazioni da opere di Michelangelo.
Intorno al 1512 tornò ancora a Ferrara dove lavorò a numerose opere per il duca Alfonso d'Este, arricchendo delle proprie opere gran parte delle chiese di Ferrara. Tra il '29 ed il '30 sposò Caterina Scoperti. Sembra che nel 1520 Girolamo da Carpi fu apprendista nella sua bottega e lavorò con lui per alcuni progetti a Ferrara nel periodo 1530-40. Nel 1531 perse la vista all'occhio destro e malgrado questa grave menomazione continuò a lavorare fino al 1550, quando divenne completamente cieco.
Nel 1533 dipinse La Madonna in trono con il Bambino tra gli angeli musicanti e i santi Giovanni Battista, Contardo d'Este e Lucia. Si tratta di una grande pala d'altare, datata e firmata, probabilmente proveniente dalla chiesa di Sant'Agostino a Modena e ora conservata presso la Galleria Estense. La presenza di San Contardo, unico estense canonizzato, testimonierebbe la possibilità che la pala sia stata commissionata dalla famiglia ducale. Attorno al 1530 lavorò anche a due affreschi di San Pietro e San Paolo per la chiesa di San Pietro che in seguito, quando questa fu soppressa, vennero trasferiti nell'atrio della cattedrale.
Benvenuto Tisi morì nel 1559 e venne sepolto nella basilica ferrarese di Santa Maria in Vado nel loculo fattosi costruire già da qualche anno accanto a quello della moglie, morta precedentemente. Nel 1829 le sue spoglie furono trasferite nel cimitero della Certosa di Ferrara, dove nel 1841 gli sarà dedicato un monumento nella Cella degli Uomini Illustri, opera dello scultore Angelo Conti.
Garofalo è uno dei pittori conosciuti e descritti da Giorgio Vasari.
Nel 1868 in suo onore fu fondata a Ferrara la Società Benvenuto Tisi da Garofalo.
Un grande busto bronzeo dell'artista fu realizzato da Gino Colognesi per la presunta casa natale a Canaro, poi ridotto e traslato a Rovigo.

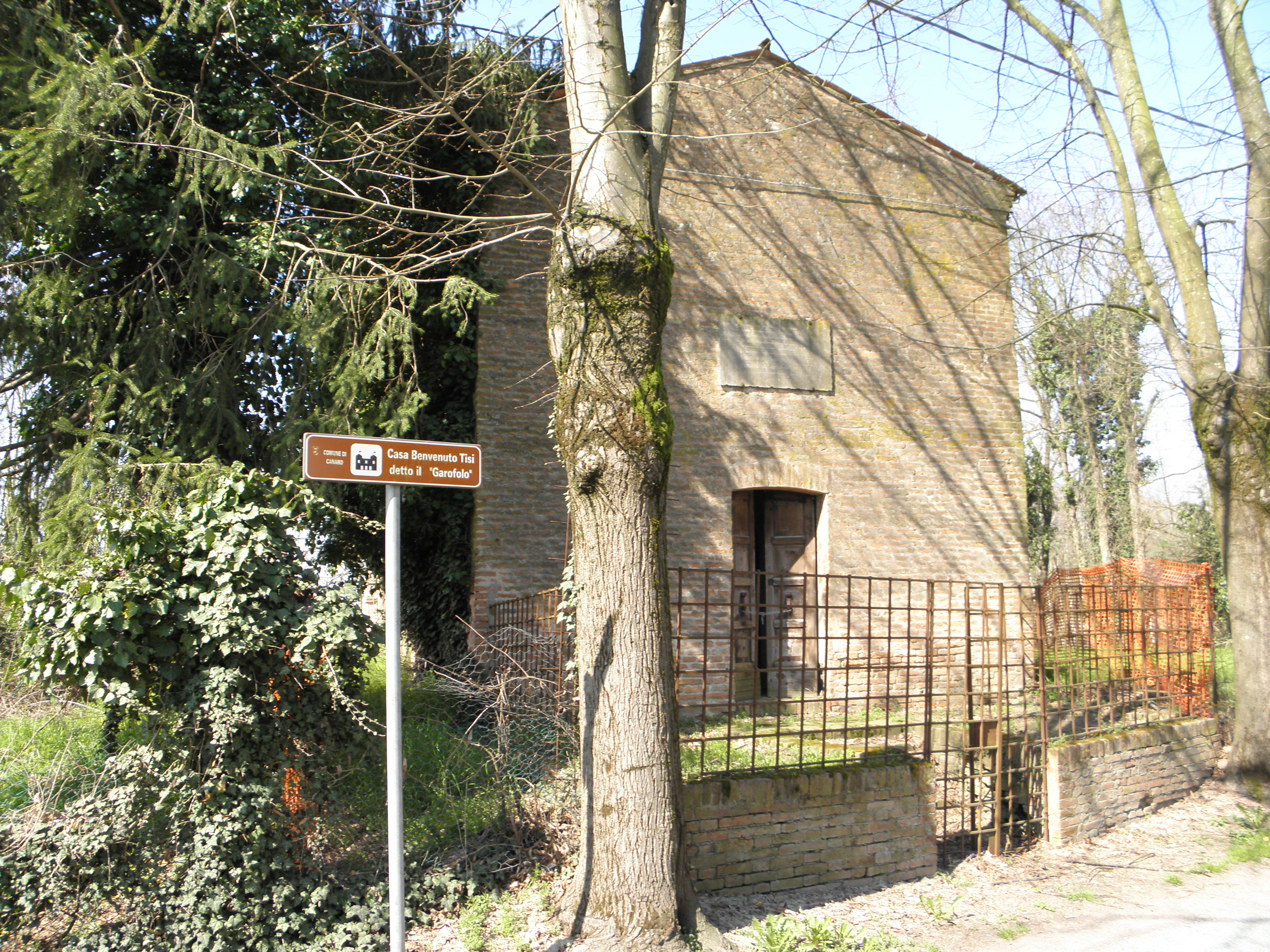
Garofolo, frazione di Canaro, in provincia di Rovigo: abitazione ritenuta quella natia di Benvenuto Tisi, come riportato da un'iscrizione posta sopra l'entrata. La casa è sede del MUVIG
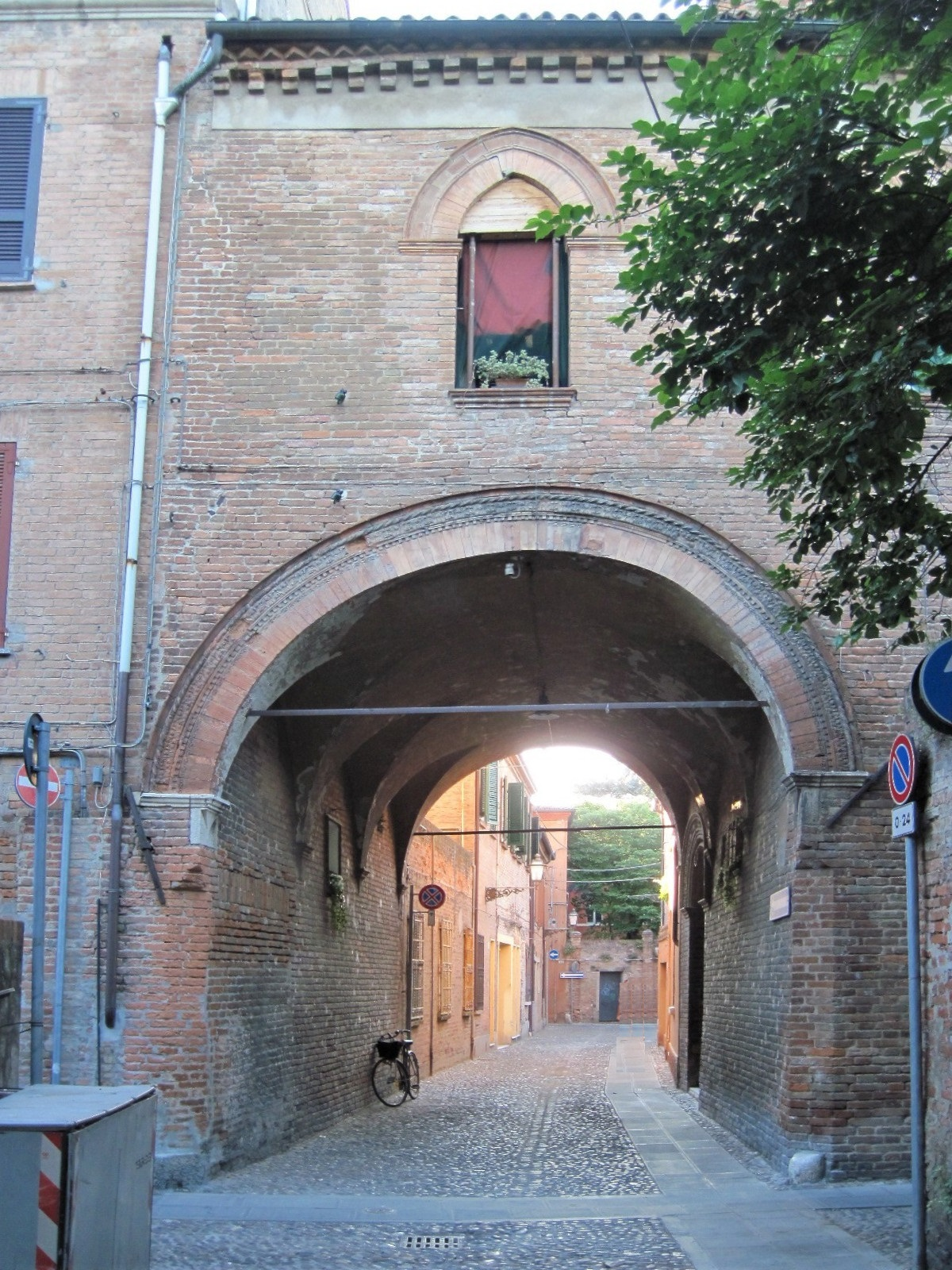
Casa Pisani (o del Capitano), forse l'ultima dimora dell'artista a Ferrara
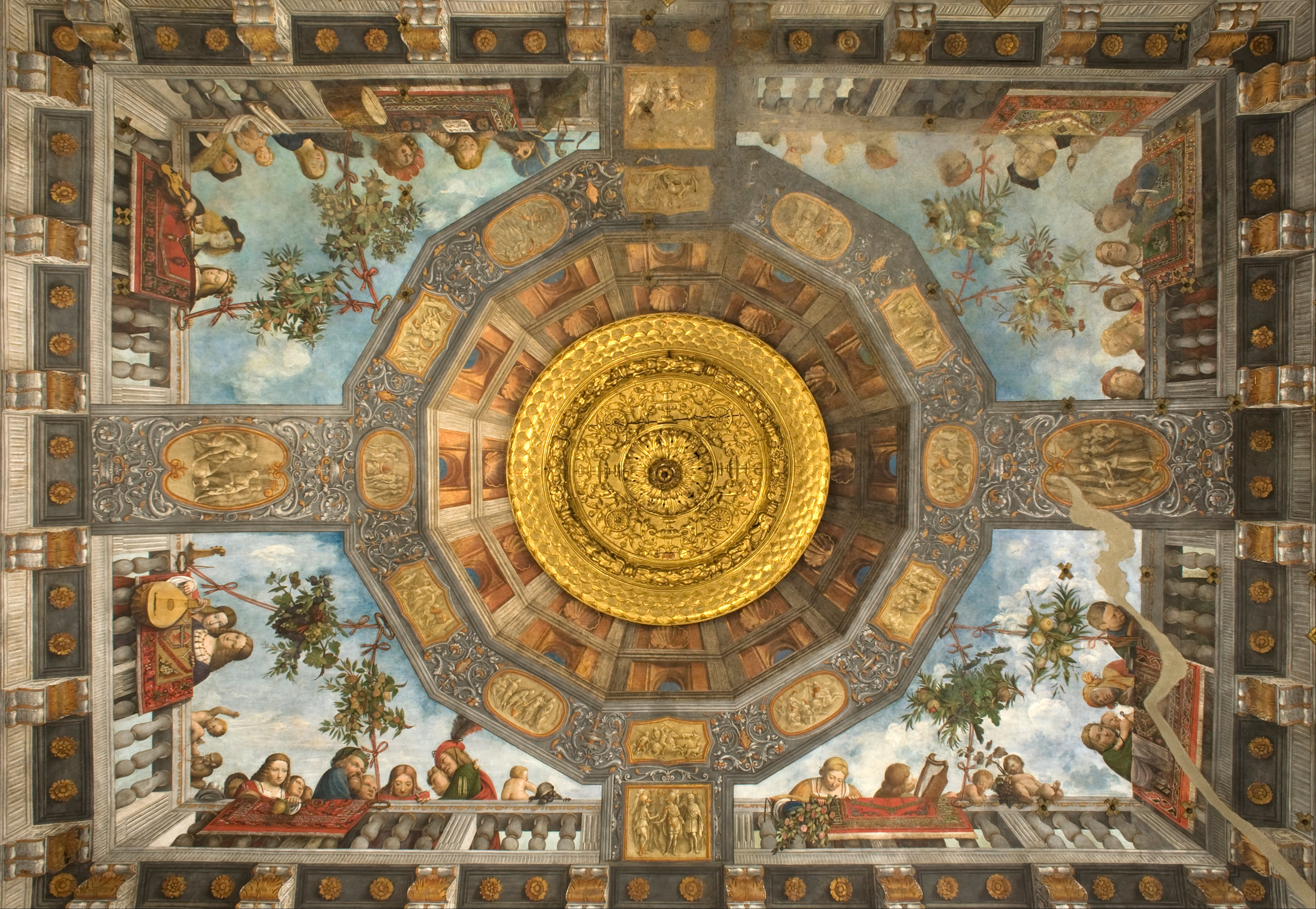
Sala del Tesoro, affresco, Palazzo Costabili, Ferrara
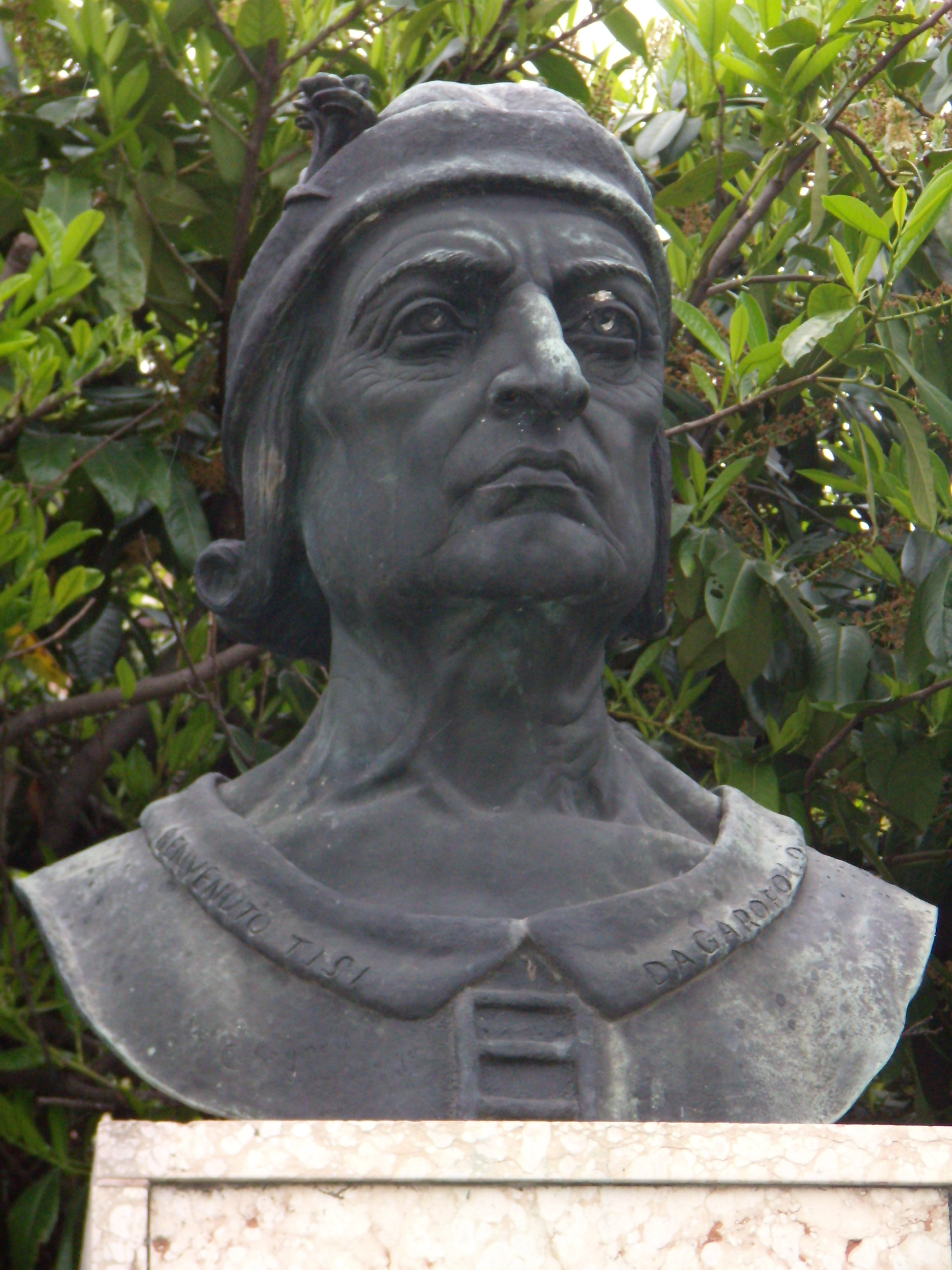
Gino Colognesi, Busto di Benvenuto Tisi da Garofalo, quando fu esposto nell'omonima via di Rovigo
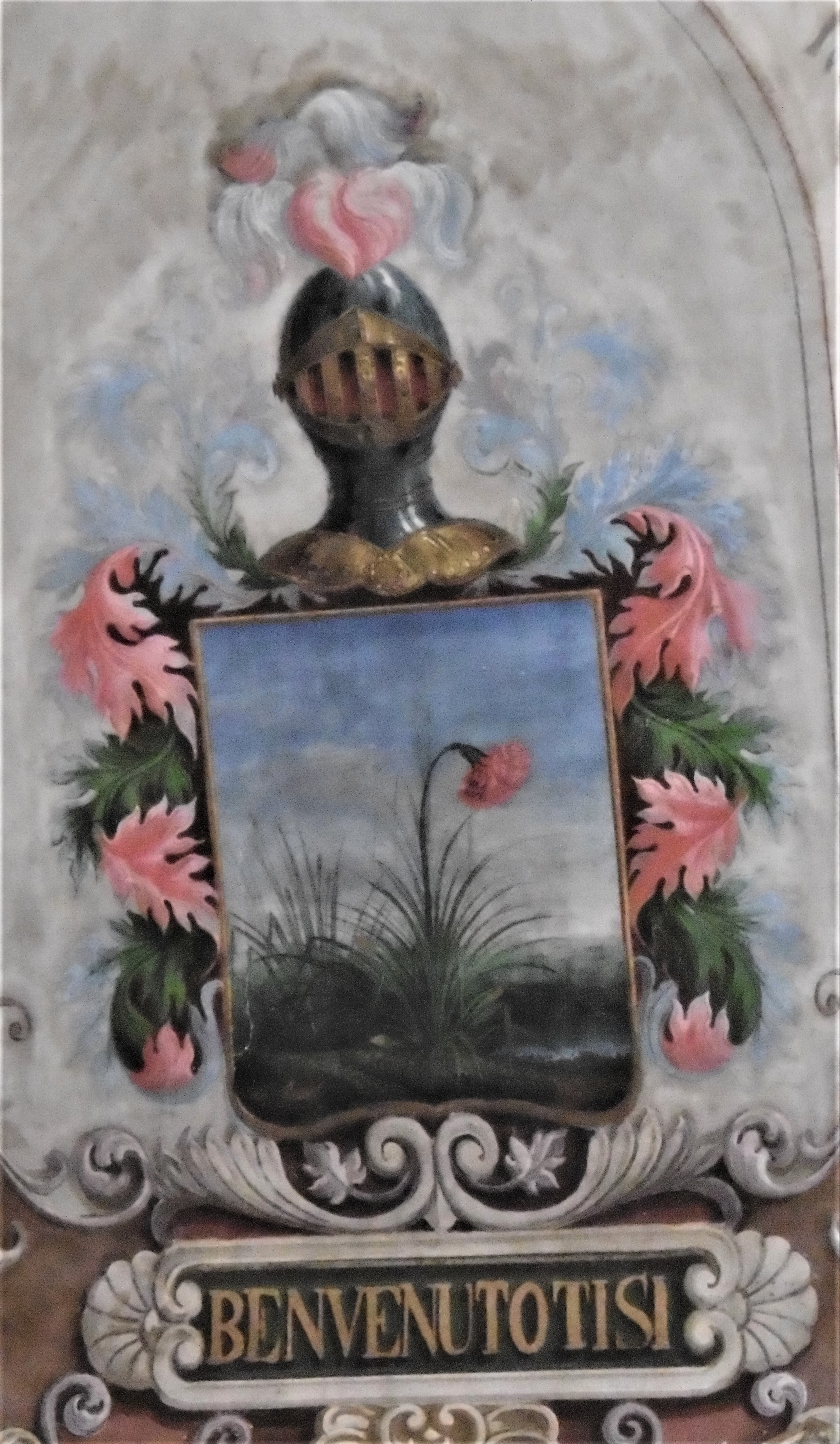
Stemma di Benvenuto Tisi nel Palazzo Municipale di Ferrara

## Opere (parziale)

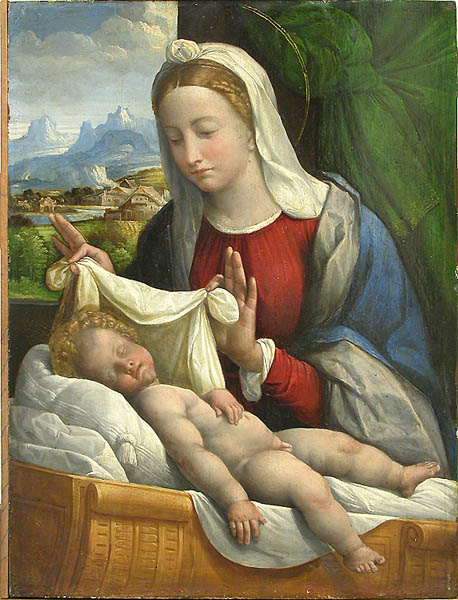
Benvenuto Tisi da Garofalo, Bambin Gesù dormiente.

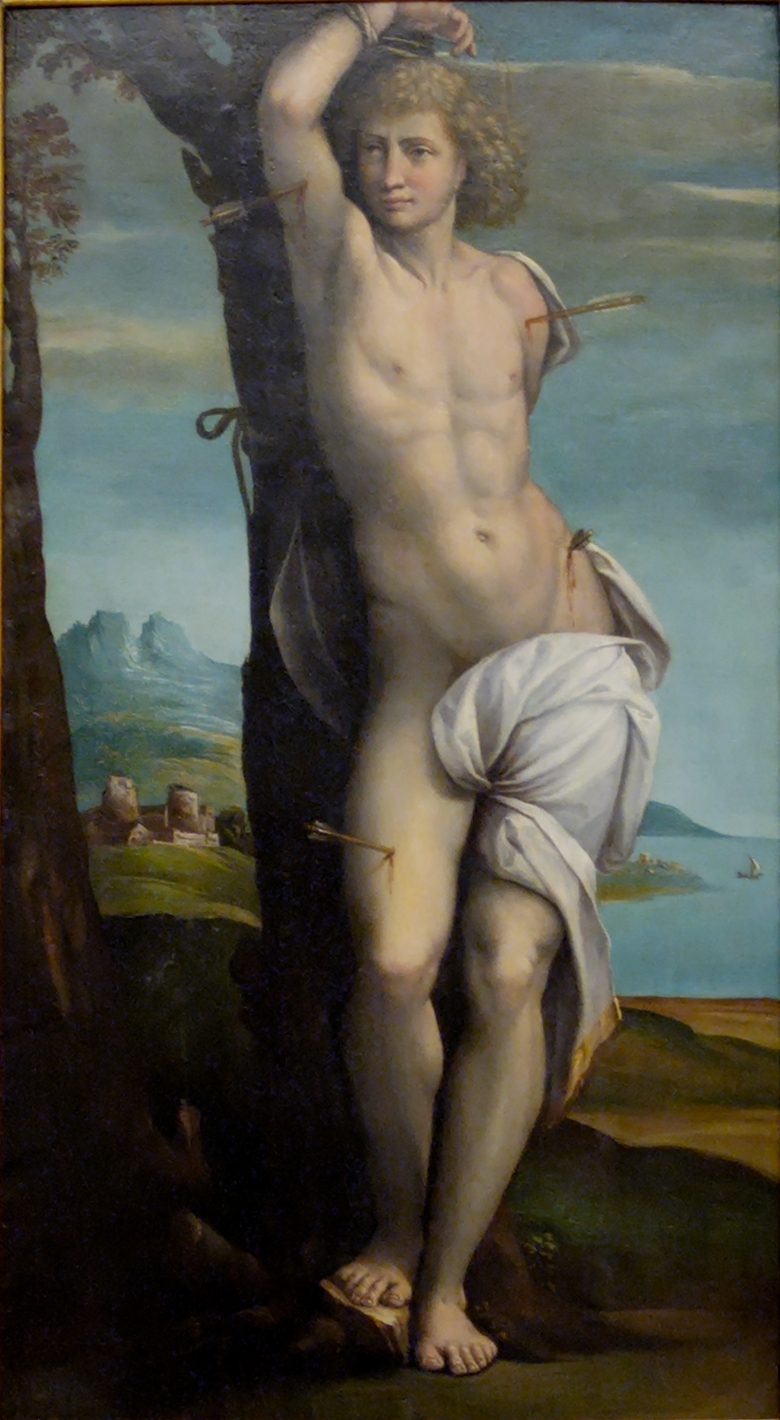
Bottega del Garofalo, San Sebastiano, Roma, Musei Capitolini.

- Isola di Fondra, Annunciazione, Chiesa di San Lorenzo, 1500 ca.
- Londra, National Gallery, Madonna col Bambino e i Santi Domenico e Caterina, olio su tavola, 46 × 34, 1500-1510 ca.
- Pavia, Pinacoteca Malaspina, Sposalizio della Vergine, olio su tavola, 50,5 x 32,7, 1500-1510 ca.
- Venezia, Fondazione Giorgio Cini, Annunciazione, tempera e olio su tavola, 1506-1508.
- Napoli, Gallerie Nazionali di Capodimonte, Madonna con Bambino e San Girolamo, olio su tavola, 38 × 43, 1510-1512.
- Dresda, Gemäldegalerie Alte Meister, Minerva e Nettuno, 1512.
- Cento, Collezione Grimaldi Fava, Cristo portacroce, 1513-1514 ca.
- Roma, Galleria Nazionale di Arte Antica, Ascensione di Cristo, olio su tavola, 314 × 204,5, 1510-1520.
- Parma, Galleria Nazionale, Adorazione dei pastori, olio su tavola, 41 × 33,5, 1510-1520.
- Parma, Galleria Nazionale, Adorazione dei Magi, olio su tavola, 26,9 × 34,7, 1510-1520.
- Parma, Galleria Nazionale, Madonna col Bambino in gloria, olio su tavola, 39,2 × 19,6, 1510-1520.
- Ferrara, Pinacoteca Nazionale, in collaborazione con Dosso Dossi, Polittico Costabili, olio su tavola, 960 x 577, 1513-1525 ca.
- Amsterdam, Rijksmuseum, Madonna col Bambino, olio su tavola, 61 × 46, 1515 ca.
- Napoli, Gallerie Nazionali di Capodimonte, Circoncisione, olio su tavola, 39 × 54, 1515 ca.
- Londra, National Gallery, Santa Caterina d'Alessandria, olio su tavola, 45 × 38, 1515 - 1530 ca. (attribuzione).
- Londra, National Gallery, Madonna col Bambino in trono e Santi, olio su tavola, 198 × 208, 1517-1518.
- Parigi, Louvre, Circoncisione, olio su tavola, 38 × 50, 1519 ca.
- Vienna, Kunsthistorisches Museum, Resurrezione di Cristo, olio su tavola, 314 × 181, 1520.
- Londra, National Gallery, Sacra Famiglia e Santi, olio su tela, 60 × 47, 1520 ca.
- San Pietroburgo, Ermitage, Deposizione nel sepolcro, olio su tela, 53 × 75,5, 1520 ca.
- Londra, National Gallery, Visione di Sant'Agostino, olio su tavola, 64 × 81, 1520 ca.
- Londra, National Gallery, Orazione nell'orto, olio su tela trasferito da tavola, 49 × 38, 1520 - 1539 ca.
- Vienna, Kunsthistorisches Museum, San Rocco, olio su tela, 94 × 51,4, 1525-1530.
- Vienna, Kunsthistorisches Museum, Noli me tangere, olio su tela, 56 × 73,3, 1525-1530.
- Francoforte sul Meno, Städel Museum, Sacra Famiglia, 1525-1530 ca.
- Londra, National Gallery, Un sacrificio pagano, olio su tela, 128 × 185, 1526.
- Napoli, Gallerie Nazionali di Capodimonte, San Sebastiano, olio su tavola, 37 × 30, 1526 ca.
- Londra, National Gallery, Allegoria dell'amore, olio su tela, 127 × 177, circa 1527-1539.
- Roma, Pinacoteca Capitolina, Annunciazione, olio su tavola, 103 × 132, 1528.
- New York, Metropolitan Museum of Art, San Nicola da Tolentino resuscita un bambino, olio su tela, 33 × 65, 1530 ca.
- Amsterdam, Rijksmuseum, Adorazione dei Magi, olio su tavola, 79 × 58, circa 1530.
- Detroit, Institute of Arts, Sacra Famiglia con Sant'Anna, olio su tavola, 1530 ca.
- San Pietroburgo, Ermitage, Nozze di Cana, olio su tela, 306 × 248, 1531.
- Modena, Galleria Estense, Madonna col Bambino in trono e santi, olio su tela, 286 x 162, 1533.
- Hampton Court, Royal Collection, Sacra Famiglia, olio su tavola, 42 × 55, 1533.
- Miami, Lowe Art Museum, Madonna col Bambino in gloria, tempera e olio su tavola, 39 × 26, 1535 ca.
- Voghiera, alcune cariatidi del ciclo pittorico presenti nella Sala della Vigna, Delizia di Belriguardo, 1535.
- Amsterdam, Rijksmuseum, Sacra Famiglia, San Giovannino, San Zaccaria e Sant'Elisabetta, olio su tavola, 51 × 37, 1535 ca.
- Colonia, Wallraf-Richartz Museum, Augusto e la Sibilla, olio su tavola, 66 × 42, 1538.
- Firenze, Uffizi, Annunciazione, olio su tavola, 55 × 76, 1540 ca.
- Napoli, Gallerie Nazionali di Capodimonte, Adorazione dei Magi, olio su tavola, 78 × 55, 1540 ca.
- Parma, Galleria Nazionale, Annunciazione, olio su tavola, 38 × 26,5, 1530-1550.
- Città del Vaticano, Pinacoteca Vaticana, La Vergine appare ad Augusto e alla Sibilla, olio su tavola, 143 × 118, 1544.
- Milano, Pinacoteca di Brera, Annunciazione, tempera su tavola, 1550 ca.
- El Paso, Museum of Art, Circoncisione di Cristo, tempera su tavola, 48 × 60, 1550 ca.
- Crespino, Madonna col Bambino, San Francesco e la Maddalena, Insigne Chiesa Arcipretale dei Santi Martino e Severo.